# Hanne Ørstavik
Hanne Ørstavik (Tana, 28 de novembre 1969) és una escriptora noruega.

## Biografia
Originària de la província de Finnmark, al nord-est de Noruega, a prop del cercle polar àrtic, quan tenia 16 anys la seva família es va traslladar a Oslo perquè pogués anar a l'institut. Els seus pares són Wenche i Gunnar Ørstavik. Té dos germans, Paul i Sakse Ørstavik. És doctora per la Universitat d'Oslo en Psicologia, Francès i Sociologia.

## La seva obra
Amb la publicació de la novel·la Hakk (Tall) el 1994, Ørstavik va iniciar una carrera que l'ha duta a ser una de les escriptores noruegues més conegudes de la literatura contemporània. Va seguir amb Entropy, el 1995. El que caracteritza aquests llibres és un estil minimalista, amb frases breus i descriptives, i un estil sec i tallant que se centra en observacions i registres concrets.
Tres anys més tard va publicar Kjærlighet (Amor), que el 2006 va ser votat com el 6è millor llibre noruec dels darrers 25 anys en el prestigiós concurs Dagbladet. Seguiren As True as I Really Are, el 1999, i The Time It Take, l'any següent, que es consideren temàticament una trilogia. La trilogia representa relacions familiars estretes en què els personatges pares fracassen i hi retrata persones que tenen difícil trobar un llenguatge útil i que, per tant, queden excloses de la comunicació o bé tancades en elles mateixes.
Els llibres d'Ørstavik han rebut molta atenció de la crítica i del públic, i són llegits i analitzats pels estudiants de literatura de les universitats de Noruega i de l'estranger. Han estat traduïts a molts idiomes, entre els quals el català. Amor ha estat publicada en català el 2018.

## Premis
La seva obra ha tingut molt reconeixements i ha rebut diversos premis. El 2002 Hanne Ørstavik va rebre el Premi Dobloug per les seves obres literàries, el 2004 el Premi Brage per la novel·la Presten i el 2007 l'Aschehoug Prize', entre d'altres.